# Acanthonitis rasplusi
Acanthonitis rasplusi là một loài bọ cánh cứng trong họ Bọ hung (Scarabaeidae).